# Abele Saba
Abele Saba (Oristano, 17 marzo 1913 – Milano, 19 novembre 1992) è stato un giornalista italiano, segretario nazionale dell'Aned (Associazione nazionale ex deportati politici nei campi nazisti) tra il 1962 e il 1992, direttore del Settimanale (periodico dell'A.N.P.I.)  e redattore de "L'Unità".

## Biografia
Proveniente dal Partito Sardo d'Azione ha aderito nel 1936 al Partito Comunista Italiano. Arrestato per attività antifascista nel 1936, nel 1938, nel 1939 e nel 1940.
Ha prestato servizio militare nel centro di mobilitazione di Tirano, dal quale è stato congedato per cause di salute nel 1942.
Organizzatore, l'8 settembre 1943 delle prime brigate partigiane in Lombardia, nella zona di Lecco, assieme a Francesco Scotti e a Gianni Citterio.
Diventa membro del Comando Regionale Lombardo delle Brigate Garibaldi fino al gennaio 1944. Viene poi arrestato dalle SS il 27 gennaio 1944, processato da un tribunale militare tedesco e condannato a morte. La pena fu commutata in dieci anni di lavori forzati da scontarsi nei penitenziari germanici e fu quindi deportato nel penitenziario di Bernau e poi a Kaisheim. Venne liberato dalla 7ª Armata statunitense il 26 aprile 1945 e nominato membro della Commissione Alleata per le Autorizzazioni alla Stampa, dove lavorò insieme a Luigi Meda, poi membro dell'Assemblea costituente.
Saba divenne segretario nazionale dell'A.N.E.D. (Associazione nazionale ex-deportati nei campi nazisti) dal 1962 fino alla sua scomparsa nel 1992. Le sue ceneri sono in una celletta al cimitero di Lambrate, Milano.

## Produzione giornalistica
Nel 1943 è stato collaboratore di Ettore Janni al Corriere della Sera. Fu redattore capo de la Voce di Milano nel 1946 ed in seguito collaboratore fisso della 3ª pagina dell'Avanti! dal 1952 al 1958. Partecipò come redattore a Cinema Nuovo dal 1952 al '53 e direttore de Il Giardino di Esculapio, una rivista di storia della medicina dal '52 al '61.
Collaboratore della rivista Leader, del periodico l'Espresso, ha lavorato alla riedizione della enciclopedia Labor e collaborato occasionalmente a l'Europeo.
Ha pubblicato una sua raccolta dal titolo I Poeti del Risorgimento ed un volume delle Poesie del Giusti (Il Giardino di Esculapio 1960).
Negli anni 1961-62 è stato direttore di Fiducia, rivista mensile di divulgazione medico-biologica e collaboratore della rivista Fantasia.